# Святая Приска
Святая Приска (Присцилла, ум. I век, Рим) — раннехристианская мученица и святая.
По преданию, тринадцатилетняя девушка уверовала во Христа. Согласно «Житию Святых», Приска была обезглавлена и погребена при императоре Клавдии (41-54 года), позднее её мощи были перенесены на холм Авентин.
Её имя носит одна из самых ранних христианских церквей в Риме (IV век) Санта-Приска на холме Авентин, однако от прежней постройки почти ничего не сохранилось. Римский поместный собор в 595 году провозглашает её святой. Изображалась с мечом и пальмовой ветвью, с одним или с двумя львами, которые, согласно легенде, пощадили её в амфитеатре.
В честь святой Приски назван астероид (997) Приска, открытый в 1923 году.